# Nikolaus Tschenk

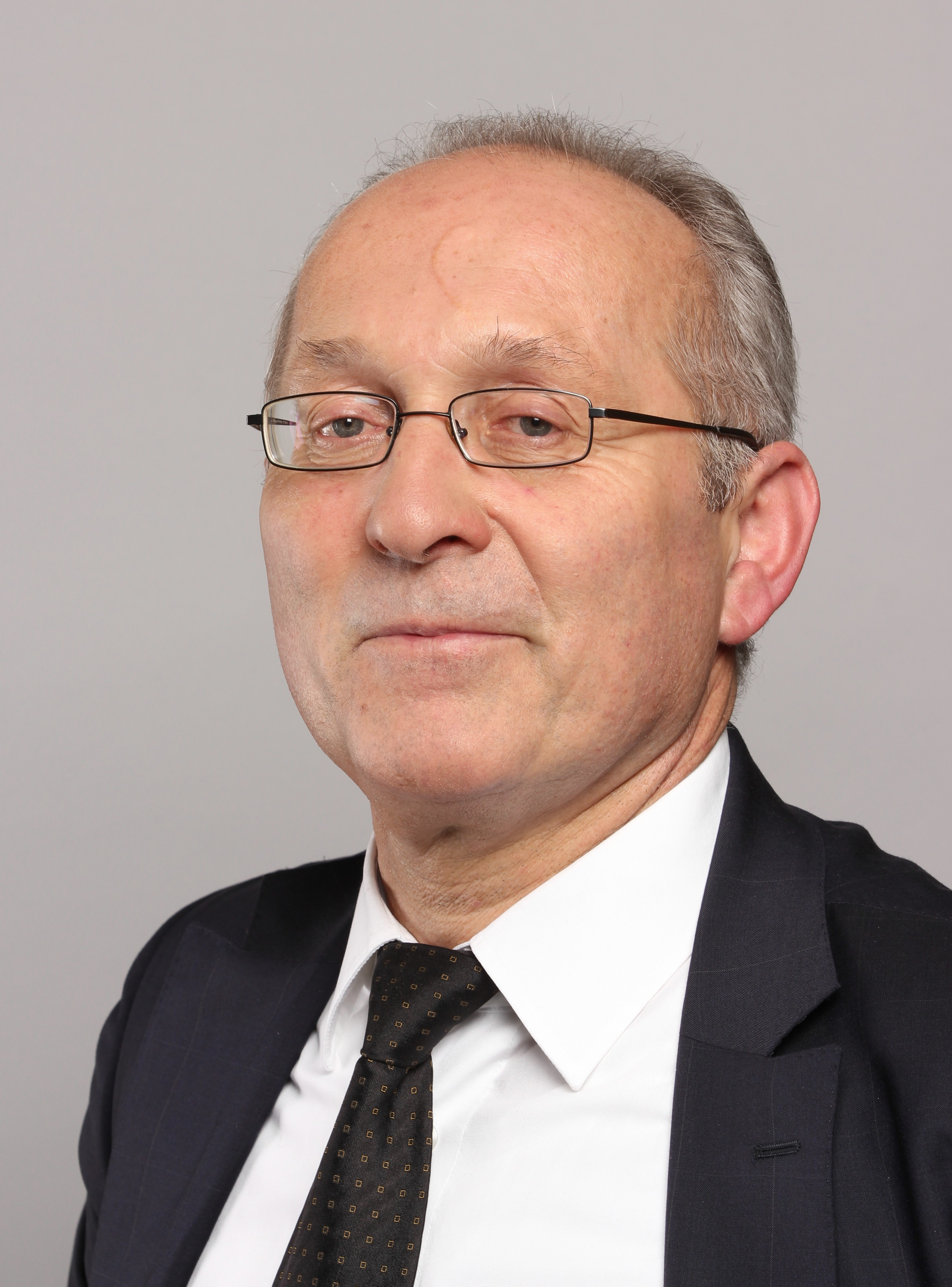
Nikolaus Tschenk (2013)

Nikolaus Tschenk (* 16. November 1953 in Stanišić, Jugoslawien) ist ein deutscher Politiker (Bündnis 90/Die Grünen).
Tschenk besuchte die Volksschule in Rödermark. Er brach Schule und Ausbildung ab und ging als Aussteiger nach Indien. In einem kirchlichen Sozial- und Drogenprojekt war er drei Jahre in Afghanistan, Indien und Nepal tätig. Nach seiner Rückkehr nach Deutschland holte er in Stuttgart auf dem zweiten Bildungsweg das Abitur nach und studierte Geschichte, Politologie und Volkswirtschaft an der Universität Stuttgart. Danach arbeitete er als Journalist und Redakteur, bis er 2005 Oberstufenlehrer an einer Waldorfschule wurde.
1985 wurde Tschenk Mitglied der Grünen. Er engagierte sich von 1986 bis 1988 im Bezirksbeirat von Stuttgart-Möhringen und ab 1998 als Sprecher des Möhringer Ortsvereins von Bündnis 90/Die Grünen. Nachdem Werner Wölfle in Stuttgart zum Bürgermeister gewählt worden war, rückte Tschenk 2011 für ihn als Abgeordneter des Wahlkreises Stuttgart II in den Landtag von Baden-Württemberg nach. 2015 wurde bekannt, dass Tschenk seinen Wahlkreis für die Landtagswahl 2016 dem Grünen-Landesverkehrsminister Winfried Hermann überlassen würde. Ende 2019 fungierte Tschenk als persönlicher Mitarbeiter Hermanns.